# 抱きしめていたい/キズナ
『抱きしめていたい／キズナ』（だきしめていたい／キズナ）は、森友嵐士メジャー1枚目のシングル。2010年3月24日にトイズファクトリーから発売された。

## 内容
ソロ・デビュー・シングル。
「キズナ」は音楽配信限定シングルとは違い、T-BOLANの同僚であった五味孝氏によるリアレンジ。
本作と同日、ZAIN RECORDSからT-BOLANのベスト・アルバム『LEGENDS』も発売された。
この2枚を同時購入すると、オリジナルオルゴールが当選する応募券が封入された。
ミュージック・ビデオは映画『おくりびと』の脚本でも知られる小山薫堂が監修した。

## 収録曲
全作詞・作曲：森友嵐士
1. 抱きしめていたい
編曲：Face 2 fAKE
2. キズナ（ニューアレンジバージョン）
編曲：五味孝氏